# Hazoua
Hazoua (arabe : حزوة) est une ville du sud-ouest de la Tunisie située à une trentaine de kilomètres de Tozeur.
Rattachée administrativement au gouvernorat de Tozeur et chef-lieu de la délégation du même nom, elle compte 4 063 habitants en 2004. Elle devient le siège d'une municipalité à la suite du décret du 11 septembre 2015.